# 池田秀一
池田 秀一（いけだ しゅういち、1949年〈昭和24年〉12月2日 - ）は、日本の声優、俳優、ナレーター。東京都中野区野方出身。東京俳優生活協同組合所属。
元妻は女優の戸田恵子。現在の妻は声優の玉川砂記子。

## 来歴
中野区立第十一中学校（現:中野区立緑野中学校）、東海大学付属高輪台高等学校卒業、日本大学芸術学部映画学科中退。
以前はエヌ・エー・シー、加藤企画に所属していた。

### 生い立ち
2男1女の次男として生まれる。
小学校に入学後、両親が離婚して兄、妹と共に母のもとで暮らす。
幼少期は活発でチャンバラ好きであった。

### キャリア

#### 子役・俳優として
芸能界に入ったきっかけは、当初は遊び半分のようなものであり、小学3年生の時に児童劇団に入っている友人が近所におり、「今度その劇団で募集しているから君も受けてみない?」と誘われて行ってみたところ受かったという。母は、池田の健やかな成長のためには、「劇団に入って伸び伸びと過ごすことがいいのでは」と考えて、それを許したという。当初は演じることに興味はあったが、将来的に役者になりたいと思っておらず、映画を見てチャンバラごっこをして遊ぶことの延長のようなの感覚だったという。劇団こまどりに入団し、1958年（昭和33年）から子役として活動。小学3年生の時にガヤで初めてテレビに出演。当時は「長屋で子供が泣いている」というシーンのために呼ばれて、何が悲しいのかわからず、全然泣けなかった。それでディレクターが「どうしたか」、「泣けないか。じゃあ、泣かなくていいや。横で遊んでいて」と言われて、あっさりシーンを変えてしまったという。
中学2年生の時にNHKのテレビドラマ『次郎物語』の主役を務め、その頃から本格的に「役者をやってみたい」と思い始めるようになり、演技が高く評価されて「天才子役」として名を成す。鈴置洋孝は『機動戦士ガンダム』で初共演する際、『次郎物語』の池田、『巨人の星』の古谷徹との共演に感激したという。子役時代のあだ名は「秀坊」。中学生時代には、一千万人の劇場「小さき闘い」（フジテレビ）で石原裕次郎との初共演も果たしている。前述のとおり小学校の頃から芸能活動をしていたことから学生時代のクラブは所属していなかった。その後も『銭形平次』、『遠山の金さん捕物帳』、『大江戸捜査網』、『太陽にほえろ!』、『Gメン'75』、大河ドラマ 『花神』、『大岡越前』、『西遊記』など多くのテレビドラマに出演を重ねた。

#### 声優として
声の仕事における初仕事はラジオドラマであった。
NHKラジオの学校放送の仕事をしていたが、俳優として伸び悩んでいた時期でもあった。20歳から21歳の時に出演したテレビドラマで主役の弟役を演じていたが、彼女と喧嘩するも次の週には普通に会っている場面に違和感を覚え、監督に「これはおかしい。和解したところが描かれていない」と指摘したが、「別に君たちを描いているわけじゃないから」と言い返される。それまで参加した作品では、「おかしい」と思っていたことは聞いてくれていたが、「こだわるのはよそう」と挫折を感じていた。そんな時に知り合いの宮内幸平が洋画の吹き替えの仕事をしており、「声の仕事もやってみないか？」と言われたため、「まぁやってみようかな」と洋画の吹き替えに出演。
当時はフィルムだったことから事前にビデオはもらえず、映像はだいたい前日か、ひどいときは当日にリハーサルをして、皆で一斉に観てという感じだった。周囲は皆声の仕事のプロといった感じで上手かったが、当時の池田はセリフを追っているうちに画面を見失い、どこの演技をしているのかわからなくなり、リハーサルにすらならない状態だった。それが要因で先輩にいじめられるというようなことはなかったが、声優は「大変なお仕事だな」「全然僕の世界じゃない、違う土俵だ」と感じていた。その後、『ルーツ』のオーディションを受けて、クンタ・キンテ役で出演。その時に「これはラジオドラマだと思えばいいんだな」と感じていた。ラジオと違い、自分の間が通用しないわけだが、「そこは場数をこなして慣れるしかない。だから今は、少しくらい合わなくてもいいや」と考えていた。その時、周囲を見渡したところ、「この人たちは確かに上手いけど、俺も場数さえこなしていけば大丈夫かもしれない」と不遜にも思ってしまった。
その後も俳優業と並行して洋画の吹き替えなどの仕事をいくつかしていたが、1970年代半ば、洋画のアテレコで居合わせたたてかべ和也から紹介された小学校の先輩であった音響監督の松浦典良の勧めによりアニメ『無敵鋼人ダイターン3』に出演した。アニメ作品デビュー当時、池田は洋画と比較してアニメ作品のアフレコは、何倍も大変と感じ、「最初で最後のアニメ出演」と決めていたという。また、当時はアフレコ現場というのは「売れない役者が最後に流れ着く場所」という認識が強く、「アフレコやるようになったら役者としておしまい」という風潮があったという。そのため声優業にはあまり乗り気ではなかったが、『ダイターン3』の後番組『機動戦士ガンダム』のアムロ・レイ役のオーディションに参加する。その時に見た安彦良和のシャア・アズナブルのイラストにインスピレーションを感じ、シャア役のテストを受け、その役を得た。

### 現在まで
2010年、第4回声優アワードシナジー賞（『機動戦士ガンダム』）を受賞。
2023年、第17回声優アワード助演声優賞を受賞。

## 人物・特色
声種は「ハリのあるバリトン」。
シャア役をはじめ、美形の敵役で知られる。シャア役以降、『ONE PIECE』のシャンクス役などの赤いキャラクターを演じており、2011年のテレビ朝日版『アイアンマン』のトニー・スターク / アイアンマン役の吹き替えを務めた時のインタビューも「もう“赤”だったらなんでもやりますよ！」と語っている。
吹き替えではコメディー系の二枚目役としての出演も多い。持ち役であるジェット・リーは、現在までほぼ専属で担当している。また、過去にはジェームズ・ディーンやチャーリー・シーン、マイケル・ビーン、リュー・チャーフィー、アンディ・ラウなどの吹き替えも担当していた。
演じているキャラクターを好きになるように作り上げているという。余り嫌なキャラクターを演じたことがないが、万が一、嫌なキャラクターだったとしても、そのキャラクターを好きになってから演じているという。
趣味は草野球、ゴルフ。

### エピソード
1971年、幼馴染で恋人だった飯野矢住代が池田の自宅マンションでの事故により逝去。その後、『機動戦士ガンダム』での共演が縁となり、戸田恵子と1979年に結婚したが、のちに離婚。その後玉川砂記子と再婚している。なお、戸田とは離婚直後に『ストリート・オブ・ファイヤー』の吹き替えで共演したり、少年漫画誌『月刊少年エース』2010年1月号で対談している など、離婚後も関係は良好な模様である。
著述としては、『ガンダムエース』（角川書店刊）誌上にて悩み相談系のコラム「あなたのお悩み三倍速く解決します!」を連載中。2006年12月に初の自伝『シャアへの鎮魂歌 わが青春の赤い彗星』（ワニブックス刊 ISBN 4-8470-1700-5）が出版された。
大勢の人間の前で話すのが苦手とされる。自著では「シャアのイメージで強く見られるため、そのイメージを保つために人前では愛想良く振る舞わないようにしている」と語っている。
古谷徹とは、特にシャア、アムロ役の声優として関連イベントなどでの共演機会が多く、トークショーなどでも絶妙の掛け合いを見せている。その舞台裏の和気あいあいとした様子は『ガンダムエース』誌上で漫画として描かれている。
古谷とは子役でいえば後輩であるが、アニメでいうと池田が後輩で、『機動戦士ガンダム』の時に池田は2作品目であった。池田は当初は『無敵鋼人ダイターン3』のゲストキャラクターしか演じていなかった。
お互いライバル関係の役だったということもあるが、古谷とはあまり「なあなあ」にならないように思っていたと古谷は語る。池田は当時から酒が好きであったが、古谷は酒を飲まなかったため、なかなか接点というのはなく作品を通じての関係であった。しかし、一度だけ、古谷がからかい半分で「秀ちゃん」と声をかけた時は、「そのような呼び名で呼ばれる仲ではない」と一喝し、以後古谷も接し方を変えたという。
その後、古谷は40歳くらいから酒が飲めるようになり、劇場版三部作 特別版の出演でイベント、ゲームなど池田と一緒に仕事するようになった。古谷は酒が飲めるようになったため、池田と一緒する仕事があると「まず飲むだろうな」という前提で付き合いさせてくれているという。
『無敵鋼人ダイターン3』以来、共演した鈴置洋孝とは親友同士であり、良き飲み仲間だった。鈴置から緑茶割を伝授されたりするなど、後年になり共演する機会がなくとも酒の付き合いは長く続いた。鈴置の死後、池田は自著で「アニメに不慣れな俺にとって、君がスタジオにいてくれたおかげでどんなに勇気づけられた事か」「君がいなくなって、俺は言葉を選ばずに話せる人間が意外と少ない事に気づき、寂しい気がするよ」と追悼の言葉を贈っている。
担当する役は、長身のキャラクターが多いが、池田本人は比較的小柄である。岡田斗司夫はOVA『哭きの竜』のアフレコの際、ガイナックスの社員から「今回のスタジオは小さい所だけれど、今日は『小さい』を意味する言葉は禁句だ」と注意されている。なお、岡田の著書『オタクの迷い道』では、このときの池田の印象について「一人だけ椅子に座っている声優がおり、こんな狭い所によく椅子が入ったなと思ってよく見ると、その男は座っておらず普通に立っており、その男が池田さんだった」、「スタッフから『池田さんいた?』と聞かれたので思わず『池田さん、落ちてた』と答えた」と記述されている。
『燃える!お兄さん』の火堂害役は松浦典良の誘いでオーディションに参加し、役をもらったものの、ギャグアニメで、自分が思いもしなかったエキセントリックなキャラクターだったため、「僕にできるかな？」という印象だった。火堂は「叫ぶ」キャラクターだったため、アフレコの後は池田の喉はガラガラになり、事務所に「『燃える!お兄さん』の収録の翌日は、仕事を入れないでくれよ」と頼んだりしていたという。同作は半年で打ち切りとなり、叫ぶ芝居から解放されたものの、『ダイターン3』の時のように、アニメ特有のエキセントリックな芝居に対するアレルギー症状はなく、「積極的に受けようとは思わないが、少なくとも経験はしておかないとダメだな」と考えたという。また『燃える!お兄さん』の原作者の佐藤正は漫画内の火堂の台詞で「俺様はアニメの声が気に入った」と評価している。
OVA『哭きの竜』のアフレコの際には、担当した主人公竜が無口なキャラクターのために台詞は共演者の内海賢二と比べて非常に少なく、またその時点で映像ができあがっておらず、声優は合図に合わせて声を当てるというありさまだったため、さすがに機嫌を損ねるだろうと岡田斗司夫は危惧していたが、仕事終わりに池田は岡田に対し満面の笑みを浮かべて「いやぁ、社長!こんな楽な仕事は初めてですよ！ 次もぜひまた！ お願いします！」と気さくに握手を求めた。岡田はこのときのことを「宮尾すすむのような台詞をシャアの声で言われた」と表現している。
飲み会の際に、携帯電話で泣きながら男と話している女の子を見かけ、その会話に我慢できなくなって携帯を奪い取り「俺はシャアだが、」と名乗って相手に説教を始めたことがある（『中川家ん!』（2005年2月1日毎日放送・関西ローカル）に出演した古谷徹談）。古谷によると、池田は大の日本酒好きである。お酒を本格的に飲み出したのは18歳ぐらいという。
『ドラゴン・キングダム』の公開に合わせ、ジャッキー・チェンの吹き替えを担当している石丸博也と対談。お互いに長年の思い出と持ち役への思い入れを語り合った。この対談は、上映時のパンフレットに収録されている。

### 『ガンダム』関連
池田が参加した『機動戦士ガンダム』のオーディションは、主人公アムロ・レイの声優を決めるためのものだった。しかし、会場に置かれていた安彦良和のキャラクターデザインを見てシャア・アズナブルを気に入り、シャアの声のオーディションを受け、『ガンダム』への参加が決まった。池田はシャアとの出会いを「僕はシャアから呼び止められた」と語っている。
池田にとってシャアは「弟」と語っている。シャア役のイメージが強いために、いつでも「シャアだ」と言われて嫌だなと思っていた時期があったが、現在ではもういいやと思っているという。
『機動戦士SDガンダム』に関しては「昔の劇場版のオマケ的なSD作品はすごく嫌だった」「（パロディ臭の強い作風と、それに対する本編との）ギャップが嫌だった。それを本編のシャアと一緒に上映されてしまうとたまらないなという思いがあった」という。『SDガンダムフォース』は好意的に見ており「あの作品は面白かったな」「作品としてはもうちょっとヒットすると思ってた。そこが惜しかったかな。」と評している。
『機動戦士ガンダム』のシャアとララァ・スンとの独特の距離感、二人の間に流れる艶っぽさを気に入っており、富野監督に「この二人は（恋愛的に）出来てますよね？そんな雰囲気でやってもいいですか？」と質問し、富野はそれに対してニヤッと笑って「結構です」と答えた事から、世の男どもが羨むような雰囲気を出そうと、多少ウィットな感じを入れながら演じたという。また、アムロに勝つために死んだララァに祈る弱さと苛立ちを見せた事について「（演者として）シャアを深く理解するためのキーになりました」と述べている。一方で「ララァ、私を導いてくれ」というセリフや、劇場版でララァの死に涙を流すシャアは当時は好きではなかったとも語っている。
池田は当初、シャアに関しては『機動戦士ガンダム』で完全燃焼し、『機動戦士ガンダムⅢ めぐりあい宇宙』のラストシーンを「シャアが物語を締めくくるのに、これ以上のシーンはあり得ない」と感じていた事から、以降の作品の斜に構えたシャアには違和感があったと述べている。『機動戦士ガンダム 逆襲のシャア』におけるシャアの「ララァ・スンは私の母になってくれるかもしれなかった女性だ。そのララァを殺したお前に言えたことか！」というセリフを言うときも、池田は「シャアってこんなに子供だったのか？」と率直に感じたという。池田はこうしたシャアの描かれ方について富野監督の当時の心情が反映されていたのではないかと推察している。『機動戦士Ζガンダム（劇場版）』に関してはテレビシリーズでは納得できなかったシャアの描かれ方が大幅に変えられた事や、ハッピーエンドを迎えた事から気に入っているという。
後年のシャアの描かれ方に不満はあったものの、『Zガンダム（劇場版）』をやって以降、「そういう部分もシャアにはあるのかも知れない」と見方が変わってきたともいい、『逆襲のシャア』を四国の映画館で再上映するイベントのトークショーに備えて同作を見直した際には「シャアはこういう気持ちだったんだ」と新たに気づかされたとも語っている。
CMやゲーム作品、劇場アニメなどでシャアを再演することも多いが、過去の作品を見直すなどして役作りを行う古谷とは対照的に、池田は（役作りの為に）絶対に見ないとしている。真剣に考えるとプレッシャーに飲み込まれそうになるからあえて逃げる、というのがその理由とのこと。ただ池田も全く過去の作品を復習しないわけではなく、『ガンダムエース』誌上での古谷との対談の際に「ファースト（『機動戦士ガンダム』）を見返したら、僕はアムロを子供っぽく演じていた」と述べた古谷に「僕も観る機会があったのだけど、（有名なシャアのセリフどおり）シャアは若造だなと思ったよ」と返している。
2004年、『機動戦士ガンダムSEED DESTINY』に池田がギルバート・デュランダル役で出演した。池田によると「近年『劇場版Ζガンダム』公開にまで至れたガンダム人気は『SEED』による効果が大きいと考え、若い『SEED』ファンにも過去の作品に興味を持つキッカケになれれば」という思いで同作品への参加を決めたという。
『ガンダム』のパロディ作品である『機動戦士ガンダムさん』のシャア・アズナブルの声はやらないと冗談まじりで語ったことがあるが、のちに『ケロケロエース』のCMではシャアの声を担当した。
2010年には、『機動戦士ガンダムUC』にてシャアを思わせる容姿のフル・フロンタルの声を担当した（原作小説の作中にはフロンタルの声がライブラリのシャアの声とまったく同じという台詞がすでに存在していた）。なおアニメ化発表前に製作された小説のプロモーションムービーでは池田がナレーションを担当している。

### パロディ・引用
『名探偵コナン』で担当する赤井秀一は、シャアのオマージュであり「オリジナル」の声が抜擢された形になっている（「赤井秀一」という名前も、赤い彗星のシャアと池田秀一から）。劇場版第20作『純黒の悪夢』の公開を記念した安室透役の古谷徹とのインタビュー形式の対談では、キャラ名の第一印象について「どっかで聞いたことある名前だな」と語っている。なお、安室の名前もアムロ・レイと担当声優の古谷から取られ、赤井のライバル的立ち位置になるなど、青山自身がガンダムファンということもあり、同作には『ガンダム』に関係したオマージュが多く取り入れられている。また、赤井が黒ずくめの組織へ潜入捜査していたころ恋人だった宮野明美の声優は、池田の妻の玉川砂記子が担当している。
『ケロロ軍曹』で演じる西澤梅雄はシャアの台詞を引用している。
『新世紀GPXサイバーフォーミュラSAGA』で担当した名雲京志郎の台詞の端々に、シャアの台詞が出てくる（「私もよくよく運のない男だ」など）。『トロン』スペシャルコレクションレーザーディスクの監督スティーブン・リズバーガーによるオーディオ・コメンタリでも「私もよくよく運のない男だな」という台詞が残っている（DVDには収録されず）。
『シャドウハーツII』では狼のブランカ役（特殊イベントのみ）を演じており、内容や技もシャアにちなんだものが仕込まれている。
『忍風戦隊ハリケンジャー』で敵組織ジャカンジャの幹部サンダール役を演じた際には、「見せてもらおうか、地球忍者のカラクリの性能とやらを」、「当たらなければどうということはない」など、シャアの台詞を引用している。
『獣拳戦隊ゲキレンジャー』では拳聖バット・リー役を演じている。バット・リーに限らず拳聖は「カンフーアクションスターを動物にもじった名前で、そのスターの吹き替え俳優が声を当てる」という試みになっている。「バット・リー」という名前は、池田が数多く吹き替えを担当しているジェット・リーことリー・リンチェイのパロディである。
2008年3月5日に旗揚げされたワールドビクトリーロードが主催する総合格闘技イベント『戦極-SENGOKU-』にて、煽りVのナレーション、および、選手の呼び込みを担当している。選手の呼び込みの際、「これより、第○試合を行う！」、「吉田秀彦選手、出るぞ」、「瀧本誠選手 出る!!」といったシャア・アズナブルを模したコールが行われた。
『NISSAN　あ、安部礼司』ではイケリーマンこと刈谷勇（かりやいさむ）が務める会社の社長である「赤井彗星」を演じている。主人公、安部礼司の妻である「安部（旧姓倉橋）優」のことを「クラハーシア（アルテイシアのパロディ）」と呼ぶ。

### 『花燃ゆ』について
池田は、大河ドラマでは『竜馬がゆく』『元禄太平記』『花神』に出演している。『花神』では共演した中村雅俊と尾藤イサオとの撮影後に飲みに行った話、『竜馬がゆく』では高橋英樹や北大路欣也と共演できて光栄だと述べた。また池田自身が気に入っている大河ドラマとして『赤穂浪士』を挙げている。
『花燃ゆ』のナレーションとしての池田の起用が同作の製作発表時に大きく伝えられたことで、周囲から頑張って欲しいとのエールを送られたとしている。また同作に関するインタビューにおいて、シャアとは離れられない存在だと述べている。同作のナレーションについては「シャアの声を聞いて色々思い出してくれると嬉しい」と語った。同作の起用がオファーされた際の池田の率直な感想は「僕でいいのですか？」であった が、語りの選考について同作プロデューサー（制作統括）の土屋勝裕は「激動の幕末の時代を解り易く、同時に高揚した躍動感のある語りで物語をあおってくれる事が出来る人と思いついたのが、池田だった」と語っている。

## 出演
太字はメインキャラクター。

### テレビアニメ
1963年
- 鉄腕アトム（大目玉男）

1970年
- 赤き血のイレブン（早瀬俊二）

1978年
- まんが日本絵巻（沖田総司）
- 無敵鋼人ダイターン3（ラディック）

1979年
- 機動戦士ガンダム（1979年 - 1980年、シャア・アズナブル）
- 銀河鉄道999（ナンミ）
- ザ☆ウルトラマン（清水）
- ジャン・バルジャン物語（マリユス）

1980年
- がんばれ元気（三島栄司）

1981年
- 新竹取物語 1000年女王（ハンニバル）
- 戦国魔神ゴーショーグン（フランシス）
- ヤットデタマン（アレキサンダー）

1982年
- ぼくパタリロ!（ドクトル・ザンゲ）
- 魔境伝説アクロバンチ（ミゲール）

1983年
- タイムスリップ10000年プライム・ローズ（ピラール）

1984年
- 巨神ゴーグ（ロッド・バルボア）
- よろしくメカドック（島圭介、リュウ）

1985年
- 機動戦士Ζガンダム（1985年 - 1986年、クワトロ・バジーナ / シャア・アズナブル）
- 炎のアルペンローゼ ジュディ&ランディ（グールモン伯爵）

1986年
- 機動戦士ガンダムΖΖ（クワトロ・バジーナ）
- 三国志II 天翔ける英雄たち（周瑜公瑾）
- 青春アニメ全集（太田豊太郎、次野先生）
- マシンロボ クロノスの大逆襲（ケンポーロボ、デビルロック・クレイ）

1987年
- 赤い光弾ジリオン（マックス・シード少尉）
- 聖闘士星矢（1987年 - 1989年、ミロ）

1988年
- 燃える!お兄さん（火堂害）

1989年
- まじかるハット（モランボ）

1991年
- シティーハンター'91（桑田刑事）

1994年
- 七つの海のティコ（スコット）

1996年
- るろうに剣心 -明治剣客浪漫譚-（比古清十郎）

1997年
- 金田一少年の事件簿（1997年 - 2007年、雪室憂一、聖正秋人、緋色景介） - 1シリーズ + 特別編

1999年
- アークザラッド（シュウ）
- アレクサンダー戦記（プトレマイオス）
- 週刊ストーリーランド（サム）
- ONE PIECE（1999年 - 2024年、シャンクス） - 1シリーズ + 特別編2作品

2000年
- 宇宙探検隊SIMS（ランダー）
- タイムボカン2000 怪盗きらめきマン（マイホームズ）

2001年
- 砂漠の海賊!キャプテンクッパ（アッサム）
- PROJECT ARMS（ジャバウォック） - 2シリーズ
- 名探偵コナン（2001年 - 2025年、赤井秀一〈諸星大〉、黒羽盗一、火傷の男）

2003年
- GUNSLINGER GIRL（フェルミ）

2004年
- SDガンダムフォース（レッドザコ / コマンダーサザビー）
- 機動戦士ガンダムSEED DESTINY（2004年 - 2005年、ギルバート・デュランダル）
- ケロロ軍曹（西澤梅雄）
- 天上天下（棗慎）

2005年
- うえきの法則（マーガレット、マーガレット≠天界獣）
- NARUTO -ナルト-（サザナミ）
- MONSTER（マルティン）

2006年
- うたわれるもの（ディー、ウィツァルネミテア分身）
- エンジェル・ハート（スナックのマスター・信ちゃん）
- 彩雲国物語（2006年 - 2007年、紅邵可、ナレーター） - 2シリーズ

2007年
- 瀬戸の花嫁（不知火明乃の兄）

2008年
- ゴルゴ13（ミハイル）
- 秘密 〜The Revelation〜（MRIナレーション〈オープニングナレーション〉）
- ポルフィの長い旅（ジュリアーニ神父）
- ロザリオとバンパイア（九曜）
- ワールド・デストラクション 〜世界撲滅の六人〜（ヤッピー）

2010年
- まじっく快斗（2010年 - 2014年、黒羽盗一） - 2シリーズ

2011年
- 銀魂'（米堕卿、SAGI）
- C3 -シーキューブ-（世界橋ガブリエル）

2013年
- HUNTER×HUNTER（第2作）（カイト）

2014年
- 俺、ツインテールになります。（ツインテール）
- それでも世界は美しい（元老・ヴォーダン）

2015年
- ふうせんいぬティニー（サンタ）

2016年
- カードファイト!! ヴァンガードG（明神リューズ）
- 機動戦士ガンダムUC RE:0096（フル・フロンタル、ナレーション）
- 名探偵コナン エピソード“ONE” 小さくなった名探偵（赤井秀一）

2018年
- PERSONA5 the Animation / Stars and Ours（2018年 - 2019年、酔っ払いの男 / 獅童正義） - 1シリーズ + 特別編
- 宇宙戦艦ティラミスII（エスカレド・キャデラック）

2020年
- クレヨンしんちゃん（トオベエ）
- ジビエート（ヨシナガ博士）

2021年
- オルタンシア・サーガ（ディディエ・ヴィアルドー）

2022年
- BIRDIE WING -Golf Girls' Story-（2022年 - 2023年、レオ・ミラフォーデン） - 2シリーズ
- ポプテピピック TVアニメーション作品第二シリーズ

2023年
- デジモンゴーストゲーム（ブルムロードモン）
- Helck（ナレーション、謎のガイド）

2025年
- Aランクパーティを離脱した俺は、元教え子たちと迷宮深部を目指す。（ビブリオン）
- 機動戦士Gundam GQuuuuuuX（シャア・アズナブル）

### 劇場アニメ
1980年
- 火の鳥2772 愛のコスモゾーン（ロック）

1981年
- 機動戦士ガンダム I - III（1981年 - 1982年、シャア） - 3部作

1982年
- 戦国魔神ゴーショーグン（フランシス）
- 1000年女王（ハンニバル）
- わが青春のアルカディア（ゾル）

1983年
- ユニコ 魔法の島へ（トルビー）

1986年
- プロジェクトA子（キャプテン）

1988年
- 機動戦士ガンダム 逆襲のシャア（シャア・アズナブル）

1989年
- ヴイナス戦記（カーツ）
- 機動戦士SDガンダム（シャア）
- 機動戦士SDガンダム 嵐を呼ぶ学園祭（シャア）

1991年
- アルスラーン戦記（ヒルメス）
- ふしぎの海のナディア 劇場用オリジナル版（フライ、ナレーター）

1992年
- アルスラーン戦記2（ヒルメス）

2000年
- アレクサンダー戦記（プトレマイオス）
- 機動戦士ガンダム 特別版（シャア・アズナブル）
- 機動戦士ガンダムII 哀・戦士編 特別版（シャア・アズナブル）
- 機動戦士ガンダムIII めぐりあい宇宙編 特別版（シャア・アズナブル）

2001年
- シャム猫 -ファーストミッション-（石動智明）

2003年
- ONE PIECE THE MOVIE デッドエンドの冒険（シャンクス）

2004年
- Pa-Pa-Pa ザ★ムービー パーマン（魔土災炎）

2005年
- 機動戦士Ζガンダム A New Translation I - III（2005年 - 2006年、シャア・アズナブル） - 3部作

2006年
- クレヨンしんちゃん 伝説を呼ぶ 踊れ!アミーゴ!（アミーゴスズキ）

2011年
- ONE PIECE 3D 麦わらチェイス（シャンクス）

2014年
- 名探偵コナン 異次元の狙撃手（赤井秀一）

2015年
- GAMBA ガンバと仲間たち（ガクシャ）

2016年
- GANTZ:O（鈴木良一）
- 名探偵コナン 純黒の悪夢（赤井秀一 / ライ）

2018年
- 機動戦士ガンダムNT（クワトロ・バジーナ）

2021年
- 名探偵コナン 緋色の弾丸（赤井秀一）

2022年
- 機動戦士ガンダム ククルス・ドアンの島（シャア・アズナブル）
- ONE PIECE FILM RED（シャンクス）

2023年
- 名探偵コナン 黒鉄の魚影（赤井秀一）

2024年
- 機動戦士ガンダムSEED FREEDOM（ギルバート・デュランダル）
- 名探偵コナン 100万ドルの五稜星（黒羽盗一）

### OVA
1983年
- ダロス（アレックス・ライガー）

1985年
- 幻夢戦記レダ（ゼル）

1986年
- ウォナビーズ（鬼堂鉄馬）
- 県立地球防衛軍（木曽屋・チルソニアン・文左衛門Jr.）
- 超時空ロマネスク SAMY MISSING・99（シルバー）

1987年
- ドリームハンター麗夢（1987年 - 1992年、鬼童海丸） - 3作品
- バブルガムクライシス（ブライアン・J・メイスン）
- プロジェクトA子2 大徳寺財閥の陰謀（キャプテン）
- 魔龍戦紀（千代妓美鬼）

1988年
- 宇宙の戦士（アズマ）
- 風を抜け!（ジェフ・アネモス）
- 機動戦士SDガンダム（シャア）
- プロジェクトA子3 シンデレラ・ラプソディ（キャプテン）
- 麻雀飛翔伝 哭きの竜（竜）

1989年
- 機動戦士SDガンダム Mk-II（シャア）
- 機動戦士SDガンダム外伝（騎士シャア / 黄金の騎士）
- 銀河英雄伝説（ウルリッヒ・ケスラー）
- 超人ロック ロードレオン（ロードレオン）
- バオー来訪者（ドルド）
- プロジェクトA子 完結篇（キャプテン）
- 燃える!お兄さん（火堂害）

1990年
- 機動戦士SDガンダム MARK-III（シャア・アズナブル、隠密頑駄無）
- 機動戦士SDガンダム MARK-IV（アッガイ、隠密〈VHS版〉）
- THE八犬伝（網干左母二郎）
- 力王 RIKI-OH VIOLENCE2 滅びの子（那智）
- ロードス島戦記（1990年 - 1991年、カシュー王）

1991年
- SOL BIANCA2（ユーリー）
- マネーウォーズ 〜狙われたウォーターフロント計画〜（林海鳳）

1992年
- 間の楔（ラウール）
- 愛物語 9 LOVE STORIES
- 東京BABYLON A SAVE FOR TOKYO CITY STORY（南雲真司）

1993年
- アルスラーン戦記 汗血公路（ヒルメス）
- 雲界の迷宮ZEGUY（諸葛亮孔明）
- 湘南爆走族9 俺とお前のGOOD LUCK!（江口啓助）

1995年
- アルスラーン戦記 征馬孤影（ヒルメス）

1996年
- 新世紀GPXサイバーフォーミュラSAGA（1996年 - 1997年、名雲京志郎）

1998年
- 銀河英雄伝説外伝 朝の夢、夜の歌（ウルリッヒ・ケスラー）
- 銀河英雄伝説外伝 千億の星、千億の光（ウルリッヒ・ケスラー）
- 新世紀GPXサイバーフォーミュラSIN（1998年 - 2000年、名雲京志郎）

2001年
- GUNDAM EVOLVE（2001年 - 2007年、シャア・アズナブル / クワトロ・バジーナ） - 3作品
- るろうに剣心 -明治剣客浪漫譚- 星霜編（比古清十郎）

2006年
- 機動戦士ガンダムSEED C.E.73 STARGAZER（ギルバート・デュランダル）

2010年
- 機動戦士ガンダムUC（2010年 - 2014年、フル・フロンタル）
- ONE PIECE FILM STRONG WORLD EPISODE:0（シャンクス）

2012年
- C3 -シーキューブ-（世界橋ガブリエル） - BD/DVD第5巻TV未放送話

2015年
- 機動戦士ガンダム THE ORIGIN（2015年 - 2018年、シャア・アズナブル〈キャスバル・レム・ダイクン〉 / エドワウ・マス） - 2019年に再編集作品『THE ORIGIN 前夜 赤い彗星』テレビ放送

### Webアニメ
- ブラックチャンネル（2021年、赤井秀一）
- テルマエ・ロマエ ノヴァエ（2022年、歌川国芳[104]）

### ゲーム
1989年
- 獣王記（ナレーション）※PCエンジンCD-ROM2版

1991年
- ヘルファイアーS（戦闘機パイロット）
- ロードス島戦記（カシュー王）※PCエンジン版

1992年
- 改造町人シュビビンマン3 -異界のプリンセス-（魔族隊長）
- 天外魔境II 卍MARU（ヨミ、紅丸、磯花法師）
- ネクスザール（ヘックナー）

1993年
- イースIV The Dawn of Ys（エルディール）
- らんま1/2 白蘭愛歌（二重格人）

1994年
- アンジェリーク（前・緑の守護聖カティス）
- バスティール (ファリアル・ファラシア)
- ロードス島戦記 英雄戦争（カシュー王）
- ロードス島戦記II（カシュー王）

1995年
- 天外魔境 電脳絡繰格闘伝（ヨミ）

1996年
- アークザラッドII（シュウ）
- 機動戦士ガンダム ver.2.0（シャア・アズナブル）
- スーパーロボット大戦シリーズ（1996年 - 2021年、シャア・アズナブル / クワトロ・バジーナ） - 25作品
- NOT TREASURE HUNTER（ジェームス・アークライト）
- ファーランドストーリーFX（ランティア）
- ふしぎの国のアンジェリーク（前・緑の守護聖カティス）
- ポポロクロイス物語（白騎士）

1997年
- アークザラッド・モンスターゲーム with カジノゲーム（シュウ）
- ファーランドストーリー〜四つの封印〜（ランティア）

1998年
- EVE The Lost One（見城陽一）
- SDガンダム GGENERATION（1998年 - 2025年、シャア・アズナブル / クワトロ・バジーナ、フル・フロンタル、ギルバート・デュランダル） - 15作品
- サウザンドアームズ（シャフト）
- サクラ大戦2 〜君、死にたもうことなかれ〜（ロベール・シャトーブリアン）
- 超鋼戦紀キカイオー（シャドーレッド、ヘルマン）

1999年
- アークザラッドIII（シュウ）
- ヴァルキリープロファイル（オーディン、バルバロッサ）
- 70年代風ロボットアニメ ゲッP-X（ジャーグ将軍）
- メルティランサー The 3rd Planet（マクシミリアン・クロエ）

2000年
- 機動戦士ガンダム（シャア・アズナブル）
- サンライズ英雄譚R（シャア・アズナブル）
- BLOOD THE LAST VAMPIRE（闇の王）

2001年
- 機動戦士ガンダム 連邦vs.ジオン（シャア・アズナブル）
- THE スナイパー（ハリー・C・スペンサー）
- From TV animation ONE PIECE グランドバトル!（シャンクス）
- From TV animation ONE PIECE とびだせ海賊団!（シャンクス）
- みんなのGOLF3（ダグラス、クーガー）

2002年
- THE スナイパー2〜悪夢の銃弾〜（ハリー・C・スペンサー）
- From TV animation ONE PIECE グランドバトル!2（シャンクス）
- From TV animation ONE PIECE トレジャーバトル!（シャンクス）

2003年
- 機動戦士Ζガンダム エゥーゴvs.ティターンズ（シャア・アズナブル〈クワトロ・バジーナ〉）
- 機動戦士ガンダム めぐりあい宇宙（シャア・アズナブル）
- SUNRISE WORLD WAR Fromサンライズ英雄譚（シャア、ロッド）
- From TV animation ONE PIECE オーシャンズドリーム!（シャンクス）
- みんなのGOLF4（クーガー）
- ONE PIECE グランドバトル! 3（シャンクス）

2004年
- アークザラッドジェネレーション（シュウ）
- ガングレイヴO.D.（ガリーノ・クレアーレ・コルシオネ）
- 機動戦士ガンダム ガンダムvs.Ζガンダム（シャア・アズナブル〈クワトロ・バジーナ〉）
- シャドウハーツII（ブランカ）
- ONE PIECE ランドランド!（シャンクス）

2005年
- Another Century's Episode（シャア・アズナブル〈クワトロ・バジーナ〉）
- 機動戦士ガンダム 一年戦争（シャア・アズナブル）
- 新紀幻想スペクトラルソウルズII（マックス）
- 天外魔境III NAMIDA（ニギ）
- ファントム・キングダム（冥王シードル）
- ONE PIECE グラバト! RUSH（シャンクス）
- ONE PIECE パイレーツカーニバル（シャンクス）

2006年
- ヴァルキリープロファイル レナス（オーディン、バルバロッサ）
- ヴァルキリープロファイル2 シルメリア（オーディン）
- うたわれるもの 散りゆく者への子守唄（ディー、ウィツァルネミテア分身）
- 機動戦士ガンダム クライマックスU.C.（シャア・アズナブル / クワトロ・バジーナ）
- 機動戦士ガンダムSEED DESTINY 連合vs.Z.A.F.T.II（ギルバート・デュランダル）
- ダンジョンズ&ドラゴンズ オンライン（日本語版ダンジョンマスター）
- 天下人（織田信長）

2007年
- キングダム ハーツ Re:チェイン オブ メモリーズ（マールーシャ）
- キングダム ハーツII ファイナル ミックス（マールーシャ）
- ガンダム無双（シャア・アズナブル / クワトロ・バジーナ）
- Microsoft Flight Simulator X
- MAPLUS ポータブルナビ2（ナビゲーション音声） - 有料ダウンロードコンテンツ
- ONE PIECE アンリミテッドアドベンチャー（シャンクス）
- ONE PIECE ギアスピリット（シャンクス）

2008年
- 俺たちのサバゲー PORTABLE
- 機動戦士ガンダム ガンダムVS.ガンダム（シャア・アズナブル）
- ガンダム無双2（シャア・アズナブル / クワトロ・バジーナ）
- クレヨンしんちゃん 嵐を呼ぶ シネマランド カチンコガチンコ大活劇!
- スーパーロボット大戦Z（クワトロ・バジーナ、ギルバート・デュランダル）

2009年
- 機動戦士ガンダム ガンダムVS.ガンダムNEXT（シャア・アズナブル / クワトロ・バジーナ）
- キングダム ハーツ 358/2 Days（マールーシャ）
- シャイニング・フォース フェザー（ロンガン）
- ONE PIECE アンリミテッドクルーズ エピソード2 -目覚める勇者-（シャンクス）
- ONE PIECE ワンピーベリーマッチ（シャンクス）

2010年
- Another Century's Episode:R（シャア・アズナブル〈クワトロ・バジーナ〉）
- 機動戦士ガンダム エクストリームバーサス（2010年 - 2016年、シャア・アズナブル / クワトロ・バジーナ、フル・フロンタル） - 5作品
- ガンダム無双3（シャア・アズナブル / クワトロ・バジーナ）
- 電撃のピロト〜天空の絆〜（ビンエス）
- ONE PIECE ギガントバトル!（シャンクス）

2011年
- デウスエクス（デイヴィッド・サリフ）
- るろうに剣心 -明治剣客浪漫譚- 再閃（比古清十郎）
- ONE PIECE アンリミテッドクルーズ スペシャル（シャンクス）
- ONE PIECE ギガントバトル! 2 新世界（シャンクス）

2012年
- 機動戦士ガンダム オンライン（シャア）
- 機動戦士ガンダムUC（クワトロ・バジーナ、フル・フロンタル）
- バイオハザード リベレーションズ（ジャック・ノーマン）
- 真剣で私に恋しなさい!!R（フランク・フリードリヒ）
- るろうに剣心 -明治剣客浪漫譚- 完醒（比古清十郎）

2013年
- キングダム ハーツ HD 1.5 リミックス（マールーシャ）
- 神撃のバハムート（ヴァルフリート）
- DISORDER6（シマヅ）
- ファイナルファンタジーXIV：新生エオルゼア（アシエン・ラハブレア）
- ONE PIECE アンリミテッドワールド レッド（シャンクス）
- 真・ガンダム無双 （シャア・アズナブル/クワトロ・バジーナ、フル・フロンタル、ギルバート・デュランダル)

2014年
- キングダム ハーツ HD 2.5 リミックス（マールーシャ）
- 三国志英歌（董卓）
- 神話帝国ソウルサークル（海賊提督フランシス・ドレイク）
- スーパーヒーロージェネレーション（シナンジュ、サザビー）
- 戦国BASARA4（足利義輝）
- 第3次スーパーロボット大戦Z 時獄篇 / 天獄篇（2014年 - 2015年、シャア・アズナブル、フル・フロンタル） - 2作品
- ONE PIECE 超グランドバトル! X（シャンクス）
- ONE PIECE ワンピースキングス（シャンクス）

2015年
- スーパーロボット大戦BX（ロッド・バルボア、黄金の騎士、フル・フロンタル）
- 戦国BASARA4 皇（足利義輝）
- LINE クロスレギオン（暗黒君主リデラン）
- ワンピース 海賊無双3 / 4（2015年 - 2020年、シャンクス） - 2作品

2016年
- OZ Chrono Chronicle（キリオン）
- 白猫プロジェクト（カイト）
- 真・女神転生IV FINAL（ダグザ）
- 戦国BASARA 真田幸村伝（足利義輝）
- ドラゴンボール ゼノバース2（タイムパトローラー）
- ペルソナ5（獅童正義）

2017年
- ガンダムバーサス（シャア・アズナブル / クワトロ・バジーナ、フル・フロンタル）
- グランブルーファンタジー（碧の騎士 / ヴァルフリート）
- 軍勢RPG 蒼の三国志（曹操）
- Shadowverse（キャプテン・ヴァルフリート）
- ゼノブレイド2（2017年 - 2018年、ワダツミ、ゴワゴワー、ガルダ）

2018年
- ゼノブレイド2 黄金の国イーラ（ワダツミ）
- 機動戦士ガンダム エクストリームバーサス2（2018年 - 2025年、シャア・アズナブル / クワトロ・バジーナ、フル・フロンタル） - 4作品

2019年
- キングダム ハーツIII（マールーシャ）
- スーパーロボット大戦DD（2019年 - 2024年、シャア・アズナブル、フル・フロンタル）
- デモンエクスマキナ（クリムゾン・ロード）
- ペルソナ5 ザ・ロイヤル（獅童正義）
- ガンダムネットワーク大戦（シャア・アズナブル）

2020年
- 妖怪ウォッチ ぷにぷに（赤井秀一、ジャバウォック）
- 共闘ことばRPG コトダマン（比古清十郎）

2021年
- 機動戦士ガンダム U.C. ENGAGE（2021年 - 2025年、シャア・アズナブル、フル・フロンタル）

2022年
- 機動戦士ガンダム アーセナルベース（2022年 - 2025年、シャア・アズナブル / クワトロ・バジーナ、フル・フロンタル）
- モンスターストライク（2022年 - 2025年、赤井秀一 / ライ、シャア・アズナブル / クワトロ・バジーナ、フル・フロンタル）
- SDガンダム バトルアライアンス（シャア・アズナブル / クワトロ・バジーナ、フル・フロンタル）
- ポーカーチェイス（森田鉄雄）
- モノクロームメビウス 刻ノ代贖（マヤカゥア）

2023年
- パズル&ドラゴンズ（2023年 - 2025年、シャア・アズナブル、フル・フロンタル）

2025年
- みんなのGOLF WORLD（クーガー）

### 吹き替え

#### 担当俳優
アンディ・ラウ
- 決戦・紫禁城（イップ・クーシン）
- Needing You（アンディ）
- LOVERS（リウ）※ソフト版

ジェット・リー（リー・リンチェイ）
- エクスペンダブルズシリーズ（イン・ヤン）
  - エクスペンダブルズ
  - エクスペンダブルズ2
  - エクスペンダブルズ3 ワールドミッション

- カンフー・カルト・マスター 魔教教主 ※ビデオ版
- スウォーズマン 女神伝説の章（リン・コチュウ）
- SPIRIT（フォ・ユァンジア）
- ターゲット・ブルー
- ドラゴン・キングダム（サイレント・モンク / モンキー・キング〈孫悟空〉）
- ドラゴンゲート 空飛ぶ剣と幻の秘宝（ジャオ・ホワイアン）
- ドラゴン・コップス（ホアン・フェイホン）
- ハイリスク
- 白蛇伝説（法海和尚）
- ハムナプトラ3 呪われた皇帝の秘宝（皇帝シー・ホワンディ）※フジテレビ版
- ヒットマン（フー）
- ファイナル・ファイター 鉄拳英雄
- フィスト・オブ・レジェンド 怒りの鉄拳（チャン・ジャン）
- ブラック・マスク（チョイ・チク）
- 冒険王（ワイ）
- 封神伝奇 バトル・オブ・ゴッド（姜子牙）
- マスター・オブ・リアル・カンフー 大地無限 ※ビデオ版
- リーサル・ウェポン4（ワン・シン・クー）※テレビ朝日版
- レジェンド・オブ・フラッシュ・ファイター 格闘飛龍（フォン・サイヨ）※ビデオ版
- レジェンド・オブ・フラッシュ・ファイター 電光飛龍（フォン・サイヨ）※ビデオ版
- ローグ アサシン（ローグ / ヴィクター・ショウ）
- ワンス・アポン・ア・タイム・イン・チャイナシリーズ（ウォン・フェイフォン）
  - ワンス・アポン・ア・タイム・イン・チャイナ 天地黎明
  - ワンス・アポン・ア・タイム・イン・チャイナ 天地大乱
  - ワンス・アポン・ア・タイム・イン・チャイナ 天地争覇
  - ワンス・アポン・ア・タイム・イン・チャイナ 天地雄覇 ※ビデオ版
  - ワンス・アポン・ア・タイム・イン・チャイナ&アメリカ 天地風雲

ジェレミー・アイアンズ
- ウォッチメン（エイドリアン・ヴェイト / オジマンディアス）
- ハウス・オブ・グッチ（ロドルフォ・グッチ）
- ブライズヘッド再び（チャールズ・ライダー）※WOWOW版

ジミー・ウォング
- スカイ・ハイ
- ドラゴン特攻隊（ドン中尉）※ソフト版
- ファイナル・ドラゴン（梅星河）

チャーリー・シーン
- 処刑ライダー（ジェイク・ケイシー）※TBS版
- プラトーン（クリス・テイラー）※テレビ朝日版
- ホット・ショット（トッパー・ハーレー）※機内上映版
- メジャーリーグ（リッキー・ボーン）※ソフト版
- ルーキー（デヴィッド・アッカーマン）※ソフト版

フー・チェン・チャン
- 阿羅漢（智南）※日本テレビ版
- 少林寺（悟空和尚）※日本テレビ版
- 少林寺2（悟空和尚）※日本テレビ版

マイケル・ビーン
- ターミネーター（カイル・リース）※ビデオ版（日本語吹替完全版Blu-rayBOX収録）
- ネイビー・シールズ（ジェームズ・カラン大尉）※ビデオ版
- プロフェッショナル（ジョー・ドラン）

リュー・チャーフィー
- 孔雀王（クビラ）
- 少林寺三十六房
- 少林寺武者房（ユンキ）
- 新・少林寺三十六房
- 超酔拳
- ドラゴン・スクワッド（運転手）

#### 映画（吹き替え）
- アーリャマーン EPISODE I 帝国の勇者（ナーラック〈ディーパク・ジェティ（英語版）〉）
- アイアンマン（トニー・スターク / アイアンマン〈ロバート・ダウニー・Jr〉）※テレビ朝日版[28]
- アイアンマン2（トニー・スターク / アイアンマン〈ロバート・ダウニー・Jr〉）※テレビ朝日版[141]
- 愛は霧のかなたに（センバガーレ〈ジョン・オミラ・ミルウィー〉）※ソフト版
- 赤い航路（ナイジェル〈ヒュー・グラント〉）
- 朝な夕なに（マルティン〈クリスチャン・ヴォルフ（ドイツ語版）〉）※TBS版
- アメリカン・グラフィティ（スティーヴ・ボランダー〈ロン・ハワード〉）※テレビ朝日版
- ある愛の詩（オリヴァー・バレット4世〈ライアン・オニール〉）※テレビ東京版
- アンダーワールド（ジョニー〈デニス・リアリー〉）
- イヤー・オブ・ザ・ドラゴン（ジョーイ・タイ〈ジョン・ローン〉[142]）
- インフェルノ（マーク・エリオット〈リー・マクロスキー（英語版）〉）※TBS版
- ヴァージニア・ウルフなんかこわくない（ニック〈ジョージ・シーガル〉）
- エーゲ海に捧ぐ（ニコス〈クラウディオ・アリオッティ〉）※日本テレビ版
- エイリアン2（スコット・ゴーマン中尉〈ウィリアム・ホープ〉）※テレビ朝日版（日本語吹替完全版Blu-rayBOX収録）
- エクスカリバー（モードレッド〈ロバート・アディ（英語版）〉）
- エデンの東（ケイレブ（キャル）・トラスク〈ジェームズ・ディーン〉）
- カサブランカ（リック・ブレイン〈ハンフリー・ボガート〉）※N.E.M.版[143]
- 硝子の塔（ジーク〈ウィリアム・ボールドウィン〉）※テレビ朝日版
- 君がいた夏（ビリー・ワイアット〈マーク・ハーモン〉）
- キャノンボール3 新しき挑戦者たち（レオ・ロス〈ユージン・レヴィ〉）※ビデオ版
- QUBE RED（パスカル〈サンティ・ミラン（英語版）〉）
- キョンシー（チン・シュウホウ）
- キングコング2（ハンク・ミッチェル〈ブライアン・カーウィン（英語版）〉）※テレビ朝日版
- クイック・チェンジ（グリム〈ビル・マーレイ〉）
- クラッシュ（ジェームズ・バラード〈ジェームズ・スペイダー〉）
- グローイング・アップ/ラスト・バージン（英語版）（リック〈スティーヴ・アンティン（英語版）〉）
- クロウ/飛翔伝説（エリック・ドラヴェン〈ブランドン・リー〉）※ソフト版
- ゲート2/デモンボーイズ（ジョン〈ジェームズ・ヴィルマイア（wikidata）〉）
- 決闘の町（ジミー〈ラッセル・ジョンソン〉）
- 恋しくて（ハーディ〈クレイグ・シェイファー〉）※ANA機内上映版
- 個人教授（オリヴィエ・フェルモン〈ルノー・ヴェルレー〉）※ビデオ版
- コピーキャット（ピーター・フォーリー〈ウィリアム・マクナマラ〉）※テレビ東京版
- コマンド5（J.D.スミス〈ウィリアム・ラス〉）※フジテレビ版
- コレクター（ニック・ラスキン〈ケイリー・エルウィス〉）※ソフト版
- コンクリート・ウォー（ジェフ〈マイケル・パレ〉）
- サイボーグ（ギブソン・リッケンバッカー〈ジャン＝クロード・ヴァン・ダム〉）※ビデオ版
- サイレント・ランニング（アンディ・ウルフ〈ジェシー・ヴィント（英語版）〉）※テレビ朝日版（思い出の復刻版ブルーレイ収録）
- 殺人鬼（マッカーン〈アンドリュー・スティーヴンス〉）
- さらば青春の光（ジミー〈フィル・ダニエルズ（英語版）〉）※テレビ版
- 三峡必殺拳（ソン・チェンミン）
- シーズ・ソー・ラヴリー（エディ〈ショーン・ペン〉）
- 十戒（ヨシュア〈ジョン・デレク〉）※フジテレビ版
- 死の接吻（ジミー・キルマーティン〈デヴィッド・カルーソ〉）
- 死亡の塔（ボビー・ロー〈タン・ロン〉）
- ジャイアンツ（ジョーダン3世〈デニス・ホッパー〉、アンヘル2世〈サル・ミネオ〉）※TBS版
- シャドウ・オブ・ウルフ（アガグク〈ルー・ダイアモンド・フィリップス〉）
- 13日の金曜日 完結編（ロブ〈エリック・アンダーソン〉）
- 終電車（ベルナール〈ジェラール・ドパルデュー〉）
- シュリ（ユ・ジュンウォン〈ハン・ソッキュ〉）※ソフト版
- ジョーズ'87 復讐篇（マイク・ブロディ〈ランス・ゲスト（英語版）〉）※テレビ朝日版
- 審判（ピーター・マルキン〈アーリス・ハワード〉）
- 過ぎゆく夏（ジェシー・タッカー〈ジェイミー・ウォルターズ〉）
- スターゲイト（ジャック・オニール大佐〈カート・ラッセル〉）※ソフト版
- ステイン・アライブ（トニー・マネロ〈ジョン・トラボルタ〉）
- ストリート・オブ・ファイヤー（トム・コーディ〈マイケル・パレ〉）※フジテレビ版
- 戦場（フェアボーン大尉〈ナイジェル・ヘイヴァース〉）※VHS版
- S.F.W./メディアへの銃弾（クリフ・スパブ〈スティーヴン・ドーフ〉）
- タイタニック（7役を担当）※フジテレビ版
- 第27囚人戦車隊（"長老"軍曹〈キース・ザラバッカ〉）
- 太陽がいっぱい（フィリップ・グリンリーフ〈モーリス・ロネ〉）※テレビ東京版
- 007 ダイ・アナザー・デイ（ザオ〈リック・ユーン〉[144]）※テレビ朝日版
- 007 慰めの報酬（ドミニク・グリーン〈マチュー・アマルリック〉）※BSジャパン版
- ダブルチーム（スタヴロス〈ミッキー・ローク〉）※ソフト版
- 追撃者（ジェレミー・キネア〈アラン・カミング〉）※テレビ東京版
- 冷たい接吻（リック・マロリー〈ロブ・ロウ〉）
- デストラップ・死の罠（クリフォード・アンダーソン〈クリストファー・リーヴ〉）
- デスマシーン（ユタニ〈マーティン・マクドゥーガル（wikidata）〉）
- デューン 砂の惑星PART2（皇帝シャッダム4世〈クリストファー・ウォーケン〉[145]）
- 天国の日々（ビル〈リチャード・ギア〉）
- トゥームレイダー（パウエル〈イアン・グレン〉）※テレビ朝日版
- 独身SaYoNaRa! バチェラー・パーティ（リック・ガスコ〈トム・ハンクス〉）
- ドクター・ドリトル（バリー〈レイフ・ファインズ〉[146]）
- ドリームシップ エピソード1/2（英語版）（コーク船長〈クリスチャン・トラミッツ（英語版）〉）
- トロン（アラン・ブラッドリー / トロン〈ブルース・ボックスライトナー〉）※フジテレビ版
- ナルニア国物語/第1章: ライオンと魔女（キツネ〈ルパート・エヴェレット〉）
- ハードカバー/黒衣の使者（リチャード〈クレイトン・ローナー（英語版）〉）
- 陪審員（マーク・コーデル / ティーチャー〈アレック・ボールドウィン〉）※ソフト版
- パシフィック・リム（ハーク・ハンセン〈マックス・マーティーニ〉[147]）
- 針の眼（デイヴィッド・ローズ〈クリストファー・カザノフ〉）
- 光る眼（アラン・チェフィー医師〈クリストファー・リーヴ〉）※ソフト版、（ジョージ牧師〈マーク・ハミル〉）※テレビ朝日版
- ファイナル・カウントダウン（ウォーレン・ラスキー〈マーティン・シーン〉）※テレビ朝日版
- フィールド・オブ・ドリームス（シューレス・ジョー・ジャクソン〈レイ・リオッタ〉）※ビデオ版、（ジョン・キンセラ〈ドワイヤー・ブラウン（英語版）〉）※日本テレビ版
- ブラック・レインボウ（ゲーリー・ウォレス〈トム・ハルス〉）
- フランケンシュタイン/禁断の時空（ヴィクター・フランケンシュタイン〈ラウル・ジュリア〉）
- フリージャック（リッパー〈イーサイ・モラレス〉）
- プリンス・オブ・シティ（ダニー・チェロ〈トリート・ウィリアムズ〉）
- フルーク（フルーク / トーマス・ジョンソン〈マシュー・モディーン〉）
- プレシディオの男たち（ジェイ・オースティン〈マーク・ハーモン〉）※ソフト版
- プロジェクトA2 史上最大の標的（チン〈デヴィッド・ラム（英語版）〉）※ソフト版
- BUNRAKU（殺し屋 ＃2〈ケヴィン・マクキッド〉）
- ベルリンファイル（チョン・ジンス〈ハン・ソッキュ〉）
- ペンタグラム/悪魔の烙印（ラッセル・ローガン〈ルー・ダイアモンド・フィリップス〉）※ビデオ版
- ホスピタル・インフェルノ/戦慄の超電子頭脳（フランク・ホルト〈ジョー・スパーノ〉）※テレビ東京版
- 炎のメモリアル（マイク・ケネディ〈ジョン・トラボルタ〉）
- ホワイトハンター ブラックハート（ピート・ヴェリル〈ジェフ・フェイヒー〉）
- マクベイン（マクベイン〈クリストファー・ウォーケン〉）※ビデオ版
- マニアック・コップ（ジャック・フォレスト〈ブルース・キャンベル〉）※テレビ朝日版（BD収録）
- ミッドナイト・エクスプレス（ビリー・ヘイズ〈ブラッド・デイヴィス〉）
- 迷宮のレンブラント（ハリー・ドノヴァン〈ジェイソン・パトリック〉）
- ヤング・ゼネレーション（デイヴ〈デニス・クリストファー〉）
- U-571（ハーシュ大尉〈ジェイク・ウェバー〉）※テレビ朝日新録版
- U・ボート（ヴェルナー少尉〈ヘルベルト・グレーネマイヤー〉）※ソフト版
- 勇気（トニー〈コリー・パーカー（英語版）〉）
- 遊星からの物体X（ウィンドウズ〈トーマス・G・ウェイツ〉）
- 夢のサーフシティー（ディーン〈ブルース・デイヴィソン〉）
- 夜ごとの美女（クロード〈ジェラール・フィリップ〉）※テレビ朝日版
- 48時間（ルーサー〈デヴィッド・パトリック・ケリー〉）※日本テレビ旧録版
- ラスベガスをやっつけろ（ラウル・デューク〈ジョニー・デップ〉）※VHS・旧DVD版
- リオ・ロボ（タスカローラ・フィリップス〈クリストファー・ミッチャム（英語版）〉）※フジテレビ版
- リトル・ダーリング（ゲイリー〈アーマンド・アサンテ〉）
- リベラ・メ（サンウ〈チェ・ミンス〉）
- 理由なき反抗（ジム・スターク〈ジェームズ・ディーン〉[148]）※TBS版（ソフト収録）
- ワイルド・スピード（ジョニー・トラン〈リック・ユーン〉）※テレビ朝日版
- 私がウォシャウスキー（トランブル・グレーフォーク〈チャールズ・マッコーハン（英語版）〉）

#### ドラマ
- アトランティスから来た男（マーク・ハリス〈パトリック・ダフィ〉）
- インディ・ジョーンズ/若き日の大冒険（モロー少尉〈ポール・ラティガン（wikidata）〉）
- 女弁護士ロージー・オニール「罪と罰の関係」（クロズビー・ボナー〈クリフ・デ・ヤング〉）
- キス・オブ・デス（マイケル・ボヴァリー〈ブライアン・マッカーディ（英語版）〉）
- クローザー シーズン4（マルティン・バスケス〈デヴィッド・バレーラ（英語版）〉）
- 警察署長（ボビー・パトリック〈クリス・エリス〉）
- こちらブルームーン探偵社 シーズン2 #7（マイケル・マクブライド〈デヴィッド・パトリック・ケリー〉）
- CSI:11 科学捜査班（ダニエル・ムーア〈ジェイソン・バトラー・ハーナー〉）
- シャーロック・ホームズの冒険
  - 「プライオリ・スクール」（ジェームズ・ワイルダー〈ニコラス・ゲクス（英語版）〉）
  - 「ブルース・パーティントン設計書」（カドガン・ウエスト〈セバスチャン・ストライド（wikidata）〉）
  - 「瀕死の探偵」（ヴィクター・サヴェージ〈ヒュー・ボネヴィル〉）
- 新アウターリミッツ（ハワード・シャープ〈アラン・ラック〉）
  - シーズン1 #9（ベン・コーラー〈サム・ロバーズ〉）
- 新・刑事コロンボシリーズ
  - 狂ったシナリオ（アレックス・ブレイディ〈フィッシャー・スティーヴンス〉）
  - かみさんよ、安らかに（ブレイディ刑事〈トム・イズベル（wikidata）〉）
  - 大当たりの死（フレディ・ブラウアー〈ゲイリー・クルーガー（英語版）〉）
- 新スタートレック「禁断の秘薬（英語版）」（ティジョン〈メリット・バトリック（英語版）〉）
- 新スパイ大作戦「サイコ・トラップ」（チャンプ・フォスター〈パーカー・スティーブンソン（英語版）〉）
- 天才少年ドギー・ハウザー（ナレーション）
- 特捜刑事マイアミ・バイス シーズン1 #10（ボブ・リカート〈レニー・フォン・ドーレン〉）
- 特攻野郎Aチーム シーズン4 #7 「ギャングに挑戦 激走カーレース!」（キッド・ハーモン〈ケン・オランド（英語版）〉）
- ナイトライダー
  - シーズン2 #15（フリオ・ロドリゲス〈マリオ・マルセリーノ（英語版）〉）
  - シーズン2 #19（デイビッド・ドルトン〈チャールズ・タイラー（英語版）〉）
  - シーズン4 #14（オースティン・テンプルトン〈ランス・バートン〉）
- バーン・ノーティス 元スパイの逆襲（ショーン・グレナン〈ギデオン・エメリー〉）
- 薔薇の名前（バスカヴィルのウィリアム〈ジョン・タトゥーロ〉[149]）
- 美女と野獣（エリオット・バーチ〈エドワード・アルバート〉）
- ホワイトカラー（ピーター・バーク〈ティム・ディケイ〉）
- マーズ 火星移住計画（英語版）（エド・グラン〈オリヴィエ・マルティネス〉）
- マイコン大作戦（ニール・クイン警部補〈A・マルティネス〉）
- 名探偵ポワロ #55「ひらいたトランプ」（デスパード少佐〈トリスタン・ゲミル（英語版）〉）
- モンスターズ シーズン1 #24（ヴィト〈ロブ・モロー〉）
- ヤングライダーズ
  - シーズン1 #8（ジェド〈トム・オブライエン（英語版）〉）
  - シーズン2 #3（マンシー〈ジョン・スラッテリー〉）
- ルーツ（クンタ・キンテ〈レヴァー・バートン / ジョン・エイモス〉）※ソフト版、（クンタ・キンテ〈レヴァー・バートン〉）※テレビ朝日版
- ROOTS/ルーツ（オモロ・キンテ〈バブス・オルサンモクン（英語版）〉[150]）
- 霊怪道士（タイコー）
- ロサンゼルス大地震（ジェリー〈エド・ベグリー・Jr〉）
- ONE PIECE（シャンクス〈ピーター・ガディオット（英語版）〉[151]）

#### アニメ
- フィリックス（ドア、ハゲワシ、ヘビ 他）

### 特撮
- スーパー戦隊シリーズ
  - 忍風戦隊ハリケンジャー（2002年、サンダールの声）
  - 獣拳戦隊ゲキレンジャー（2007年、バット・リーの声）
  - 獣拳戦隊ゲキレンジャースペシャルDVD ギュンギュン!拳聖大運動会（2007年、バット・リーの声）
  - 海賊戦隊ゴーカイジャー（2011年、宇宙忍者サンダールJrの声）

### 人形劇
- のびのびノンちゃん（1990年4月4日 - 1996年3月4日、NHK教育） - ツネヤマ先生

### ドラマCD
- アリアンロッド2Eファンブック　ラヴィアンローズ　ドラマCD「白霧に散る薔薇」（大首領）
- アークザラッドII 炎のエルク（シュウ）
- アルスラーン戦記 シリーズ（銀仮面 / ヒルメス）
  - アルスラーン戦記 王都炎上
  - アルスラーン戦記2 王子二人
  - アルスラーン戦記3 落日悲歌
  - アルスラーン戦記4 汗血公路
  - アルスラーン戦記5 征馬弧影
  - アルスラーン戦記6 風塵乱舞
  - アルスラーン戦記7 王都奪還
  - アルスラーン戦記【第2部】1 仮面兵団
  - アルスラーン戦記【第2部】2 旌旗流転
  - アルスラーン戦記【第2部】3 妖雲群行
- うえきの法則The Law Of Drama!（マーガレット）
- うたわれるもの日めくりCD 10月〜12月（ディー）
- ガイア・ギア（シャア・アズナブル）
- 機工魔術士-enchanter-前編・後編（パラケルスス）
- 逆境ナイン（サカキバラ・ゴウ）
- 月刊男前図鑑 年上編 白盤（バーテンダー）
- 彩雲国物語〜はじまりの風は紅く〜（紅邵可）
- 3×3 EYES -天の巻-（ベナレス）
- 集英社カセットコミックシリーズ 聖闘士星矢 黄金十二宮〈後編〉（ミロ）
- ストリートファイターII外伝 〜キャミィ・闘いの序曲〜（ゴメス）
- つきツキ!（ブラム）
- CDシアター ドラゴンクエストIV（ピサロ）
- ドリームハンター麗夢 南麻布魔法倶楽部（鬼童海丸）
- 四龍島シリーズ「龍はまどろむ」
- ナイトウィザードファンブック「パワー・オブ・ラブ」（サイモン・マーガス）
- ファントム・キングダム（冥王シードル）
- 新世紀GPXサイバーフォーミュラSAGA ROUND5 SAKURA（名雲京志郎）
- ヤンキー（教師）
- ロードス島戦記 風と炎の魔神 CDシネマ
- 私は私のまま、誰にでも変われるキャラクターCD Vol.2 五城百合花（???）
- ワンダーBOY〜My Dear Wonder〜（蓮司）

### ナレーション
- エクスプレス（1999年3月29日 - 2002年3月29日、TBS） - 朝の情報番組：火曜日専属
- The Moments -北京へと続く瞬間- 隔週で飛田展男と担当
- 新報道プレミアA（2007年4月1日 - 2008年6月22日、フジテレビ・関西テレビ）
- セクシーボイスアンドロボ（オープニング）
- 大統領のカウントダウン（宣伝用PV）
- T.M.Revolution T.M.R LIVE REVOLUTION '05 〜VERTICAL INFINITY〜（オープニング）
- トリビアの泉 〜素晴らしきムダ知識〜（2006年6月14日（後半は『アルプスの少女ハイジ』のハイジ役・杉山佳寿子に交代）・6月21日（前半までは『うる星やつら』のラム役・平野文が担当した） 副音声ナレーター。シャア・アズナブルのシルエットが赤色だった）
- 金曜時代劇 密命 寒月霞斬り（2008年4月 - 6月、テレビ東京）
- ハチワンダイバー（2008年5月 - 7月、フジテレビ）
- 地球ZIGZAG（1989年10月 - 1994年3月、毎日放送）
- 戦極
- FNNスーパーニュース（1998年3月30日 - 2015年3月27日、フジテレビ系列）
- 「しながわのチカラ第1回 - ファインダーが見つめるしながわ - 」ケーブルテレビ品川
- 「宇宙終焉〜3つのシナリオ (原題：Death of the Universe)」（ナショナルジオグラフィックチャンネル）
- 「天の川とブラックホール (原題：Monster of the Milky Way)」（ナショナルジオグラフィックチャンネル skyパーフェクTV）
- 「宇宙に浮かぶ巨大望遠鏡(原題：Hubble's Final Frontier)」（ナショナルジオグラフィックチャンネル skyパーフェクTV）
- 「宇宙の果て スペース・トラベラー(原題：Journey to the Edge of the Universe)」（ナショナルジオグラフィックチャンネル skyパーフェクTV）
- まるごと宇宙（ナショナルジオグラフィックチャンネル skyパーフェクTV) - 番宣CMも
- 機動戦士ガンダムUC（小説販促用プロモーションムービーナレーション）
- トリハダ（秘）スクープ映像100科ジテン 3時間スペシャル（2010年3月25日 - 、テレビ朝日）
- どうしても入りたい! 日本の名湯＆秘湯 BEST20（2010年10月6日、テレビ東京）
- アカデミックエンタテイメント 最後の社会科見学 使い終えたらその後どうなる?驚きの行方!（2010年10月12日 - 日本テレビ）
- メッセージ 〜明日のあなたへ言葉の贈り物〜（2009年 - 放送中 毎週火曜、日本テレビ）
- おぎやはぎの愛車遍歴 NO CAR, NO LIFE!（2011年10月5日 - 2017年7月8日、毎週土曜、BS日テレ）
- ロンドン五輪代表選考柔道グランドスラム（2011年12月10日 - 、テレビ東京）
- 双方向クイズ 天下統一（2011年8月 - 、NHK総合）
- 土曜スペシャル「夏に行きたい！大自然の絶景秘湯」（2012年6月16日、テレビ東京）
- 土曜スペシャル「今しか見られない！奇跡のにっぽん海百景」（2012年8月25日、テレビ東京）
- NONFIX「ガンプラ世界一 〜カリスマオヤジとモケ女の挑戦〜」（2013年1月24日、フジテレビ）
- 大河ドラマ「花燃ゆ」（2015年1月 - 12月、NHK総合）
- 土曜スペシャル「激走！関東甲信をぐるり 日本の名水百選＆涼スポットを探す旅」（2015年8月15日、テレビ東京）
- プレミアムカフェ「天空の冒険者たち〜巨大回転雲モーニング・グローリー〜」（2010年1月10日、NHKデジタル衛星ハイビジョン）
- 「爆笑ファクトリーハウス 笑けずり」全7回（2015年8月14日 - 9月25日、NHK BSプレミアム）
- 映画『テラフォーマーズ』（2016年4月29日、ワーナー・ブラザース映画）
  - テラフォーマーズ/新たなる希望（2016年4月24日、dTV）
- 「それ行け！北海道物産展 全国から世界へ飛びたつ北のグルメ」（2016年5月22日、TBS/HBC）
- 「笑けずり シーズン2」全7回（2016年9月2日 - 10月14日、NHK BSプレミアム）
- アニメ「ツムツム・キングダム」（2017年2月5日 - 放送中、Dlife）
- 土曜スペシャル「日本ご当地ナゾ解き旅〜新緑の那須&金沢を満喫!」（2017年6月3日、テレビ東京）
- 明治維新 150年スペシャル「決戦！鳥羽伏見の戦い 日本の未来を決めた7日間」（2017年12月30日、NHK BSプレミアム）
- 発想UNLEASH〜未来への自由研究〜（2018年10月5日 -　、テレビ東京）
- しくじり先生 春の特別授業SP 『カズレーザー先生「機動戦士ガンダム」の授業』（2020年3月27日、テレビ朝日）
- お笑いオムニバスGP（2021年5月9日・9月20日・2022年1月2日・9月19日・2023年1月2日、フジテレビ）
- 白鵬密着ドキュメントシリーズ（TBS/BS-TBS）
  - 第4弾「オヤジの背中を追いかけて」（2015年2月28日）
  - 第5弾「明日も相撲に生きる」（2016年3月12日）
  - 第6弾「白鵬レガシー計画」（2017年2月26日）
  - 第7弾「我が道を行け」亡き父が最後に与えてくれた人生の道しるべ（2018年6月29日）
  - 第8弾「さらば平成のライバルたち」新たな時代へ希求する横綱像とは（2019年3月2日）
  - 第9弾「新たな誕生日」（2020年2月29日）
  - 第10弾「10年分のエール」（2021年3月13日）
  - 第11弾「日下開山、最後の十五日」（2022年2月19日）

### CM
- NTTドコモのラジオコマーシャル（古谷徹、小山茉美と共演）
- 角川書店 「ケロケロエース」
- クリック証券（ラジオCM）
- 三洋物産 「CRパチンコ天外魔境卍MARU」
- シチズン「アテッサ プロモーションムービー」（宣伝用ムービーナレーション）シチズンのサイト内、腕時計ジェットセッターのページで
- NECアベニュー「ファンタジーゾーン（PCエンジン）」
- NECアベニュー「ダライアスプラス（PCエンジン）」
- NECアベニュー「アフターバーナーII（PCエンジン）」
- NECアベニュー「ダウンロード2（PCエンジン）」
- タイトー「大旋風」（PCエンジン）
- バンダイ「機動戦士ガンダムF91 フォーミュラー戦記0122（スーパーファミコン）」
- バンプレスト「スーパーロボット大戦EX （スーパーファミコン）」（1994年）
- セガ「電脳戦機バーチャロン （セガ サターン）」（1996年）
- バンダイ「SDガンダム GGENERATION-ZERO（プレイステーション）」（1999年）
- マイクロソフト「Xbox 360バリューパック」
- バンダイ「機動戦士Ζガンダム エゥーゴvsティターンズ（プレイステーション2）」（2003年）
- バンダイ「SDガンダム ガシャポンウォーズ」（2005年）（シャア・アズナブル）※アムロ役の古谷徹と共にCMソングを担当
- アートネイチャー「MRP nature」（2011年）（古谷徹と共演）
- アートネイチャー「MRP Sonic」（2012年）（古谷徹と共演）
- カプコン/ニンテンドー3DS用ソフト「バイオハザード・リベレーションズ」（2012年）
- 小学館「あんぽん 孫正義伝」ラジオCM（2012年1月）
- バイク王ラジオCM（2012年12月）
- 山形銀行「山銀カードローン」（2014年9月）
- Rinnai「eco one」未来の省エネ編（2015年4月）
- nottv「第2回AKB48グループ ドラフト会議」（2015年5月）
- 日本経済新聞「日本経済新聞 電子版アプリ」（2016年4月）
- サンスター「G・U・M」（2016年8月）
- 白夜極光「戦術的RPGガチャモバイルゲーム」（2021年8月）
- デイサービスにじいろ（2022年4月）
- 日本マクドナルド「シャア専用マクドナルド」『ONE PIECE FILM RED』とタイアップ[152]
- メルセデスベンツメルセデス・ベンツの新EV「EQB」『ONE PIECE FILM RED』とタイアップ（2022年8月）[153]
- エアドッグ 空気清浄機 （シャア・アズナブル）

### 映画
- 路傍の石（1964年、東映） - 愛川吾一
- めぐりあい（1968年、東宝） - 今井一郎
- 連合艦隊司令長官 山本五十六（1968年、東宝） - 本田三飛曹
- ある少女の告白 禁断の果実（1968年、日活） - 坂崎弘
- 野蛮人のネクタイ（1969年、日活） - 西条
- 家族（1970年、松竹） - 風見隆
- 獄門島（1977年、東宝） - 了沢
- 長崎-閃光の影で-（2025年、アーク・エンタテインメント） - 焼き場の少年の祖父らしい人物[154][155]

### テレビドラマ
- 東京0時刻 第32回「指名手配」（1959年5月4日、TBS）
- ママと私たち（1960年 - 1961年、NHK総合）
- 戦争（1960年9月6日、フジテレビ）
- 少年探偵団（1960年 - 1963年、フジテレビ） - ケン
- この光は消えず「からくり儀右衛門」（1960年11月24日、NHK総合） - 新太
- おかあさん 第139回「あなたを呼ぶ声」（1962年、TBS）
- がしんたれ（1963年、フジテレビ） - 竹村和吉
- 次郎物語（1964年 - 1966年、NHK総合） - 次郎
- 野菊の墓（1965年、朝日放送） - 政夫
- 女と刀（1967年、TBS） - 紀一（青年期）
- 大河ドラマ（NHK総合）
  - 竜馬がゆく（1968年） - 忠吉
  - 元禄太平記（1975年） - 松平右京大夫輝貞
  - 花神（1977年） - 寺島忠三郎
- 若い川の流れ（1968年、日本テレビ）
- でっかい青春 第36話（1968年、日本テレビ）
- あいつの季節（1969年、TBS） - 金沢正雄
- アテンションプリーズ（1970年、TBS） - 田村順一
- おれの義姉さん（1970年、フジテレビ） - 沖薫
- 氷点（1971年、TBS） - 辻口徹
- 天皇の世紀 第2話「野火」（1971年、朝日放送 / 国際放映） - 村山忠蔵
- 恋愛術入門 第21話「花嫁りゃく奪作戦」（1971年3月14日、TBS / 国際放映） - 野村
- 天下御免 第5話「あれも人の子 仇討ち」（1971年、NHK総合） - 浅吉
- 大忠臣蔵 第46話「いずこの空や一四日」（1971年、NET / 三船プロ） - 上杉吉憲
- 大岡越前（TBS / C.A.L） 
  - 第2部 第16話「朝顔」（1971年8月30日） - 早瀬数馬
  - 第4部 第14話「巷談 縛られ地蔵」（1975年1月6日） - 喜助
  - 第6部 第23話「嘘が病の札つき婆」（1982年8月9日） - 伝次郎
- 銭形平次（フジテレビ / 東映）
  - 第294話「八五郎が縛られた」（1971年） - 弥市
  - 第375話「黄金の牙」（1973年） - 菊之助
  - 第436話「ともだち」（1974年） - 巳之吉
- 美人はいかが?（1971年、TBS / 大映テレビ）
- 特別機動捜査隊 第545話 「汚れた太陽」（1972年、NET / 東映） - 木村
- 木枯し紋次郎 第2シーズン 第3話「水車は夕映えに軋んだ」（1972年、フジテレビ / C.A.L） - 弥吉
- お祭り銀次捕物帳 第7話「怪談 殺された幽霊」（1972年、フジテレビ / 東映） - 彦の市
- 出会い（1973年4月14日、NHK総合） - 久本英
- 遠山の金さん捕物帳 第164話「冥土へ行かなかった男」（1973年、NET / 東映） - 栄次
- 旅人 異三郎 第15話「親子の愛が墓標に甦った」（1973年、東京12チャンネル / 三船プロ） - 信治郎
- プレイガール  第224話「怪談 怨霊バラ屋敷」（1973年、12ch / 東映）
- 愛の劇場 / 越前竹人形（1973年、TBS / 東宝） - 喜助
- 必殺シリーズ（朝日放送 / 松竹）
  - 助け人走る 第5話「御生命大切」（1973年） - 小佐内圭介
  - 暗闇仕留人 第4話「仕留て候」（1974年） - 庄内誠一郎
- 大江戸捜査網 第3期（東京12チャンネル / 三船プロ）
  - 第2話「仕掛けられた身代金」（1973年） - さぶ
  - 第60話「女の肌に竜が泣く」（1974年） - 弥七
- 大盗賊 第9話「同心を警護しろ!」（1974年、フジテレビ / 国際放映） - 原田伊織
- 伝七捕物帳（日本テレビ / ユニオン映画）
  - 第52話「十手に生きる父子唄」（1974年） - 秋田金吾
  - 第58話「花となった女」（1975年） - 大二郎
- おんな浮世絵 紅之介参る! 第2話「二人の紅之介」（1974年、NTV / ユニオン映画）
- 太陽にほえろ!（日本テレビ / 東宝）
  - 第105話「この仕事が好きだから」（1974年） - 森山太一巡査
  - 第244話「さらば、スコッチ!」（1977年） - 宮下則夫
- Gメン'75（TBS / 東映）
  - 第78話「土曜日の幼稚園ジャック」（1976年） - 花井恒
  - 第163話「首のない女の人形」（1978年） - 沢木忠男
  - 第344話「真夜中の眼」（1982年） - 村田恒夫
- 江戸の旋風シリーズ（フジテレビ / 東宝）
  - 同心部屋御用帳 江戸の旋風II 第5話「兄おとうと」（1976年）
  - 同心部屋御用帳 江戸の旋風IV 第12話「弁天様と石地蔵・真情編」（1979年） - 清吉
  - 新・江戸の旋風 第4話「唐丸籠破り」（1980年） - 庫吉
- ザ・カゲスター 第30話「猛牛怪人のカゲスター毒殺作戦!」（1976年、NET / 東映） - 五木一夫
- 俺たちの朝 第29話「ドン底生活と芝居と大馬鹿野郎」（1977年、日本テレビ / 東宝） - 横山
- 華麗なる刑事 第9話「少年たちの暴発」（1977年、フジテレビ / 東宝） - アキラ
- 水戸黄門 第8部 第3話「東海道お化け旅籠 -平塚-」（1977年8月1日、TBS / C.A.L） - 伊助
- 七人の刑事 第14話「恋人を殺すとき」（1978年、TBS）
- 西遊記 第9話「危うし三蔵! 妖女地湧夫人」（1978年、日本テレビ / 国際放映） - 英舜
- 横溝正史シリーズII / 黒猫亭事件（1978年、毎日放送 / 大映） - 日兆
- 新五捕物帳（日本テレビ / ユニオン映画）
  - 第68話「見習同心の傷跡」（1979年） - 松前政之助
  - 第129話「しのび逢い」（1980年） - 立野佐一郎
- 熱中時代 教師編II 第3話「早くも恐怖の通信簿」・第4話「家庭訪問トラブル・ノート」（1980年、日本テレビ / ユニオン映画） - 松木
- ゴリラ・警視庁捜査第8班 第25話「悲しい街角」（1989年、テレビ朝日 / 石原プロ）
- 金曜エンタテイメント / 人間ドキュメント 夏目雅子物語（1993年、フジテレビ） - 医師
- ウルトラマンティガ 第7話「地球に降りてきた男」（1996年、毎日放送 / 円谷プロ） - アサミヤ・シゲキ技官
- POWER RIDER （2008年、サイエンスチャンネル） - 木村博士
- 大魔神カノン（2010年、テレビ東京） - 大学学部長

### ラジオドラマ
- NISSAN あ、安部礼司〜BEYOND THE AVERAGE（TOKYO FM ） - 赤井彗星 役 *古谷徹と共にゲスト出演
- 帰りたいサラリーマン 第8話（2024年10月12日、RKBラジオ） - サラリーマンジンジ 役[156]

### その他コンテンツ
- 連想ゲーム第5回（当時は ｢みんなの招待席｣ のワンコーナー）（1968年5月13日、NHK総合）[157]
- NHK教育
  - みてハッスルきいてハッスル（にゃるま様、ナレーション）
  - のびのびノンちゃん（先生）NHK人形劇
  - こどもにんぎょう劇場
    - 「ききみみずきん」（太郎作）
    - 「山んじいとやじろう」
    - 「けものの城」
    - 「げたの音」
    - 「そのゆめ買った!」
    - 「牛をつないだ椿の木」
- 味皇料理会会歌（ミスター味っ子挿入歌） - 藤本譲と味皇料理会関東支部のメンバーの一人として斉唱に参加している（池田自身はミスター味っ子には出演していない）。
- 平安京の天文博士 安倍晴明（安倍晴明） - プラネタリウム番組（2001）
- 大胆MAPスペシャル「人気キャラクターの声をやってる人の顔を全部見せちゃうよ!ベスト50」・「さ行『し』」にシャア・アズナブルの声優として出演
- 大胆MAP - 「人気アニメキャラクターの声をやってる人全部見せちゃうよ!」にて シャア・アズナブルの声でランクインして本人出演（「人気キャラクターの声をやってる人の顔を全部見せちゃうよ!ベスト50」の再編集短縮版 2008.8.31放送）
- 東京国立博物館「対決 巨匠たちの日本美術」音声ガイド（鉄斎）
- サッカー・クラブワールドカップジャパン2008「決勝」（オープニング・ナレーション）
- 参天製薬 HELP!ドライアイネットワーク - 眼科医役
- ベネッセコーポレーション 進研ゼミ小学講座「チャレンジ4年生」（なおさん〈真壁尚行〉）
- 機動戦士ガンダム30周年記念 みんなのガンダム 完全版（アニマックス、本人出演）
- NHK 衛星第2 ガンダム宇宙世紀大全（第1・2夜） 「ガンダムワールドへようこそ」「ガンダム小説のディープな世界」のコーナーにて本人出演
- 薬学ゼミナール（WEB学習ナレーション）
- 舞台 鈴村展弘プロデュース BELL＋UP COMPANY「リセット3・2・1…」（2010年2月2日-7日、シアターグリーン BIG TREE Theater）声の出演
- 東京国立博物館 特別展「法然と親鸞　ゆかりの名宝」音声ガイド（法然）
- 旅チャンネル「夢のラグジュアリートラベル」（2012年）(ヴァラン・シャーマ、ナレーション)
- 東京国立新美術館・大阪国立国際美術館「フランス国立クリュニー中世美術館所蔵　貴婦人と一角獣展」 音声ガイド（朗読）（2013年）
- 東京都美術館・京都市美術館「バルテュス展」音声ガイド（ナレーション）（2014年）
- ナップス店内放送（2014年）
- 影踏みオーディオブック（2016年、朗読部分）
- 発表!全ガンダム大投票 40th 第二部（2018年）（音声のみ 2018年5月5日・NHKBSプレミアム）
- JRA 有馬記念スペシャル企画「有馬戦士ガンダム」（2018年）（シャア役 ナレーション）[158]
- ガンダム誕生秘話 （2019年3月30日・NHK総合・出演）[159]
- NET BUZZ「ガンダム誕生秘話」（2019年4月11日・NHK総合・出演）[160]
- #声優ぷらす×機動戦士ガンダム THE ORIGIN（2019年4月21日・NHK総合・出演）[161]
- JRAオリジナルムービー「騎乗戦士ガンダムJRA -BEYOND THE TURF-」[162]
- 声優×怪談（第1夜「赤の怪談」2019年8月14日・第2夜「黒の怪談」8月15日・NHK総合 朗読・出演）[163]
- パチスロ『フィーバー機動戦士ガンダム 逆襲のシャア』（2019年、シャア・アズナブル）
- ブラックチャンネル（2021年、赤井秀一）Webアニメ[164]
- 戦国の三日月 ボイスコミック（2021年、比古清十郎[165]）
- 兵庫県立美術館、島根県立石見美術館『描く人、安彦良和』展（2024年、音声ガイド）

## 書籍
- シャアへの鎮魂歌 わが青春の赤い彗星（ワニブックス）ISBN 978-4-84-701700-1
- 池田秀一の「三倍速く!! シャアが行く!」 〜ガンダム人間探訪記〜（角川コミックス・エース）ISBN 978-4-04-715774-3